# هيديكي ماتسوكي
هيديكي ماتسوكي (باليابانية: 松木 秀樹) (مواليد 5 سبتمبر 1977)، هو لاعب كرة قدم سابق كان يلعب كمهاجم.